# Lucien Carr
Lucien Carr (1. března 1925 New York – 28. ledna 2005 Washington, D.C.) byl klíčovým členem skupiny v New Yorku, jejíž činnost se považuje za základ beat generation (do této skupiny dále patřili Jack Kerouac, Allen Ginsberg či William S. Burroughs). Později pracoval pro United Press International.

## Život

### Dětství
Carr se narodil v New Yorku. Jeho rodiče Marion Howland a Russel Carr pocházeli z bohatých a společensky významných rodin. Po jejich rozvodu v roce 1930 se Carr se svou matkou přestěhoval do Saint Louis, kde strávil zbytek svého dětství. Na škole se seznámil s Davidem Kammererem, mladým učitelem na univerzitě v St. Louis. Kammerer chodil na základní školu s Williamem Burroughsem, se kterým také dříve cestoval do Evropy.

### Na Kolumbijské univerzitě
Na podzim roku 1943 nastoupil ke studiu na Kolumbijské univerzitě. Na devatenáctiletého mladíka byl velmi sečtělý. Seznámil se zde s Edie Parkerovou, přítelkyní Jacka Kerouaca, později i samotným Kerouacem a oba velice zaujal. V prosinci Lucienovi zaklepal na dveře pokoje mladý obrýlený Žid, ptaje se, co že to u něj hraje za hudbu. Byl to Allen Ginsberg, v té době sedmnáctiletý. S Carrem si rozuměl a později byl přizván k Edie Parkerové do bytu, kde se seznámil s Kerouacem.

### Vražda v Riverside Park
Lucien Carr byl době svých studií obtěžován Davidem Kammererem – oním učitelem z Carrova pozdního dětství. Carrovi to v podstatě nevadilo, věděl ale, jak je na něj Kammerer upnutý a občas mu to působilo nepříjemnosti. V létě roku 1944 Kammererův tlak na Carra zesílil natolik, že už se nedal snést. Vyhrožoval jeho dívce násilím a prohlašoval, že spáchá sebevraždu, pokud nebude jeho láska opětována. Po jedné z mnoha hádek došlo k potyčce, ve které Kammerer utrpěl smrtelné zranění. Carr jeho tělo hodil do řeky a vyhledal Burroughse a Kerouaca, kteří ho přesvědčili, že bude nejlepší, aby se šel přiznat na policii. O těchto událostech oba spisovatelé napsali útlou knihu A hroši se uvařili ve svých nádržích (v anglickém originále And the Hippos Were Boiled in Their Tanks). Americký deník Daily News o případu mluvil jako o „vraždě ze cti“. Carr byl odsouzen k jednomu až dvaceti letům vězení za vraždu druhého stupně. Po dvou letech v nápravném zařízení Elmira ve státě New York byl propuštěn.

### Pozdější život a smrt
Po svém propuštění začal pracovat pro United Press (pozdější United Press International). Oženil se s Franceskou van Hartz. Měli spolu tři děti – Simona, Caleba a Ethana. Caleb vydal několik knih, a stal se tak spisovatelem, kterým si jeho otec vždy přál být. Carr pracoval v UPI 47 let až do svého odchodu do důchodu v roce 1993. Jeho editorská práce byla přesným opakem jeho mladého já. Psal velmi stručně a výstižně (zatímco zamlada si potrpěl na až pompézní vyjadřování a velkou slovní zásobu). Tento svůj styl prosazoval i ve výuce mladých reportérů.
Lucien Carr zemřel v George Washington University Hospital ve státě Washington, D.C., na rakovinu.